# Mait Riisman
Mait Riisman, né le 23 septembre 1956 à Tallinn en RSS d'Estonie et mort le 17 mai 2018 à Moscou, est un poloïste international soviétique. Lors des Jeux olympiques d'été de 1980 se déroulant à Moscou, il devient champion olympique avec l'équipe d'Union soviétique.

## Biographie
De 1991-1996 : entraîneur du club français du Racing Club de France, son équipe a remporté la 3e place des championnats de France (1993) et la 2e (1994).
En 1996-2004, il a été l'entraîneur en chef du Dinamo Moscou Water Team, l'équipe a remporté la Coupe d'Europe des vainqueurs de coupe (2000) et est arrivée en Russie en tant que champion (1998, 2000-2002).
1997-2000 il était aussi le deuxième entraîneur de la Ligue russe de l'eau.
2001 il a été élu président et directeur général du Moscou Dune Water Club.
En 2005, Riisman est devenu président du Conseil des formateurs de la Fédération russe de l'eau.
Il a contribué aux publications sportives de l'Estonie et de la Russie.

## Palmarès

### En sélection
- Union soviétique
  - Jeux olympiques :
    - Médaille d'or : 1980.